# Heinz Krug
Heinz Krug (né vers 1913 et disparu en 1962) est un avocat et un marchand allemand de technologies pour l’armement.

## Biographie
Pendant la Seconde Guerre mondiale Krug avait travaillé à Peenemünde au programme de missiles allemand sous la direction de Wernher von Braun. Le 12 décembre 1946, il se maria avec Margot ***. Sa fille Beate naquit en 1947 et son fils Kaj en 1951. Le 14 juillet 1960, il fit inscrire la "Intra-Handelsgesellschaft mbH" au registre du commerce de Stuttgart. Par ailleurs il dirigea également la représentation à Munich des United Arab Airlines. Il participa surtout au programme de missiles égyptien en fournissant entre autres le matériel et la technologie nécessaires.

## Disparition
Le 11 septembre 1962 il disparut de Munich sans laisser la moindre trace . Seule sa Mercedes 300 SE fut retrouvée deux jours plus tard.
Plusieurs médias soupçonnèrent la main du Mossad ou celle de l’Égypte dans cette affaire qui impliquait des experts allemands en missiles travaillant en Égypte. En 1962 un magazine israélien HaBoker soupçonna un enlèvement et un meurtre par l’Égypte.
Par la suite le nom d’Otto Skorzeny fut également évoqué. À en croire un rapport paru dans Haaretz en 2016, dans le cadre de l’Opération Damoclès, Krug aurait rencontré Otto Skorzeny, qui l'aurait abattu pour le compte d'Israël puis, aidé d’autres personnes, aurait versé de l'acide sur le corps avant de l'enterrer dans une forêt.
D’après des recherches publiées en 2018 par le journaliste israélien Ronen Bergman, Krug aurait été enlevé à Munich, emmené en Israël via Marseille, interrogé pendant des mois, puis tué sur l'ordre d’Isser Harel, directeur du Mossad, au nord de Tel-Aviv, après quoi son corps aurait été jeté à la mer depuis un avion des forces aériennes israéliennes,.